# Initial D
Initial D (яп. 頭文字D Инисяру Ди:) — манга Сюити Сигэно, выходившая с 1995 по 2013 годы.
Сюжет сфокусирован на мире нелегальных японских горных уличных гонок (тоге). Основное действие в начале сюжета происходит на горных спусках, но по мере развития сюжета, уделяется внимание и гонкам на подъем. Основные события серии происходят в префектурах региона Канто. Некоторая часть локаций в сюжете носит вымышленное название, но основаны они на реальных прототипах. Особое внимание в сюжете уделяется технике прохождения поворотов, теории спортивного вождения, техническим особенностям автомобилей и личностным особенностям отдельно взятых гонщиков. При создании экранизации, для повышения достоверности, в качестве консультанта привлекался известный японский автогонщик Кэйити Цутия. Он же дал разрешение на показ некоторых отрывков из «Библии Дрифта» и появился в экранизации в качестве камео, выступив старым другом Бунты Фудзивары (отца главного героя).

## Сюжет
По сюжету, Такуми Фудзивара, 18-летний парень, с 13 лет помогает своему отцу, некогда самому быстрому гонщику в регионе Канто, с работой в их семейном магазине, специализировавшимся на продаже тофу. Каждый день, ранним утром, Такуми доставляет тофу в отель, что находится у подножия горы Акина, на автомобиле своего отца — Toyota Sprinter Trueno AE86 GT-Apex в кузове трехдверный хэтчбек. Несмотря на непримечательную внешность, автомобиль был идеально настроен для скоростного прохождения трассы. Мощность двигателя же была не более 150 сил.
Сначала Такуми спокойно развозил тофу до отеля и ехал обратно домой. Поскольку доставка осуществлялась ранним утром, Такуми хотел вернуться поскорее домой, чтобы лечь спать. Он начал экспериментировать и пытаться проехать всю дорогу как можно быстрее. Однажды он повредил тофу в багажнике, на что Бунта поставил ему стакан с водой, поставив перед Такуми сложную задачу: не пролить ни капли, что и научило Такуми правильно перераспределять вес автомобиля и работать с подвеской. Более пяти лет Такуми развозил тофу, идеально выучив всю дорогу в обе стороны и научившись максимально быстро и эффективно проезжать перевал.
В самом начале повествования, местной команде Akina Speedstars, с гонщикам которой Такуми был знаком, бросает вызов команда RedSuns, возглавляемая братьями Такахаси — Рёсукэ и Кэйскэ. Подавленные, после демонстрации силы RedSuns, SpeedStars уже и не рассчитывают на победу. Когда члены RedSuns, тренировавшиеся до самого утра, собираются ехать домой, Кэйскэ, считавшийся вторым номером в команде, на желтой Mazda RX-7 вырывается вперед и замечает в зеркале заднего вида Toyota AE86, за рулем которой находился Такуми, совершавший рутинную доставку. Кэйскэ не узнает автомобиль сразу, путая его с Toyota MR2 и Nissan 180SX. Личность же водителя ему известна не была. В ходе гонки, Кэйскэ обгоняют в самом неожиданном и сложном месте трассы. Пораженный столь профессиональной техникой вождения, Кэйскэ теряет контроль над автомобилем и его разворачивает на трассе. Желая установить личность водителя, Кэйскэ приезжает на заправку, на которой работает Такуми и его друзья, и заявляет, что его обогнал «белый призрак Акины». Никто не уделил этому должного внимания, но вскоре Икэтани (лидер команды) получает травму и хочет найти водителя белой AE86. Поиски приводят к Бунте Фудзиваре — отцу Такуми. Капитан SpeedStars просит Бунту о помощи, тот сначала отказывается, но позже говорит, что «возможно» появится на гонке. В этот же день Такуми просит у отца машину, чтобы съездить на пляж со своей подругой — Моги Нацуки. Бунта пользуется случаем и предлагает Такуми выступить в гонке против RedSuns. В случае победы, Такуми получит машину и полный бак бензина. Такуми нехотя соглашается.
В назначенный час гонки, «белый призрак Акины» не появляется. SpeedStars выставляют запасного гонщика — Кенджи на Nissan 180SX. Однако, в последний момент, Фудзивара приезжает на гонку. Выйдя из машины, он сильно удивил своих друзей (Икэтани, Ицуки, Кэндзи), которые ожидали появления Бунты Фудзивары. Лишь Юити, друг Бунты, наблюдавший за гонкой, понимал, почему тот отправил своего сына на гонку. В гонке Такуми побеждает, используя свое феноменальное знание трассы. Слухи о «белом призраке Акины» быстро расходятся по всему Канто, что подталкивает гонщиков из соседних префектур приехать на Акину, чтобы бросить вызов Такуми и знаменитой «восемьдесят шестой Акины». Поначалу Такуми очень не нравится идея гонок, но по мере развития сюжета, в нем пробуждается спортивный интерес, который подталкивает его на гонки и он в них участвует и побеждает (за несколькими исключениями). Машина главного героя дорабатывается его отцом: новый двигатель, тюнинг подвески и т.д.
Чуть позднее, Такахаси Рёсукэ решает основать новую команду — Project D., в которую приглашает своего брата Кэйскэ и Такуми Фудзивару. Цель этой команды — стать лучшими во всем регионе Канто и выиграть у каждой команды на её «домашней» трассе. Project D заметно отличается от других команд по горным гонкам, поскольку организация внутри команды находится уже на профессиональном уровне. Ответственными за тюнинг машин становится команда технической поддержки — Сюити Мацумото для AE86 и Томигути для FD3S, а также другой вспомогательный персонал. Сталкиваясь с самыми различными трудностями, команда развивается и выигрывает гонку за гонкой на самых разных трассах по всему Канто.
Сюжетная линия в Initial D заканчивается победой у такого же молодого таланта, как и Такуми (Синдзи Инуи) и взрывом мотора у Toyota AE86. Команда распускается, а все её участники переходят в профессиональный автоспорт. Дальнейшее развитие персонажей можно наблюдать в манге и экранизации «MF Ghost».
Между гонками также развиваются и второстепенные сюжетные линии: любовные линии основных героев, межличностные отношения между персонажами и т.д.

## Персонажи
- Такуми Фудзивара

Главным героем сюжета является Такуми Фудзивара — учащийся старших классов школы с врождёнными навыками, предрасполагающими к скоростному вождению. Такуми талантливый водитель, но ничего не понимает в механике и устройстве автомобилей, а вождение (в том числе и гонки) поначалу считает скучным занятием. В возрасте 19ти лет вступает в гоночную команду Project D., основанную Такахаси Рёсукэ.
- Бунта Фудзивара

Отец Такуми, а также владелец магазина «Fujiwara Tofu Shop». Когда-то он был быстрейшим на спуске Акины. Он является первым водителем «Белого призрака Акины» — Toyota Sprinter Trueno AE86 GT-Apex в дорестайлинговом кузове трехдверный хэтчбек. Когда Такуми начинает ездить на Trueno больше, чем Бунта и выступать в других префектурах от имени команды Project D., он покупает себе Subaru Impreza WRX STi в кузове GC8F.
- Рёсукэ Такахаси

Рёсукэ — один из наиболее опытных гонщиков, капитан RedSuns (впоследствии — Project D), а также старший брат Кэйскэ. Он водит Mazda Savanna RX-7 FC3S. Рёсукэ — весьма расчётливый водитель, он опирается на технические данные, и способен сказать, какие изменения были сделаны, просто услышав звук выхлопа или посмотрев на дрифт. Его также называют «Белая комета Акаги».
- Кэйскэ Такахаси

Водит Mazda RX-7 FD3S, он опытный водитель и уступает лишь своему брату. Кэйскэ не так расчётлив, как его брат — он водит, полагаясь на чувства. Поскольку первая гонка Такуми была именно с Кэйскэ, он оставался его главным соперником, даже когда они начали выступать в одной команде.
- Ицуки Такэути

Близкий друг и одноклассник главного героя. В манге и аниме представлен как крайне инфантильный молодой человек. Мечтает водить автомобиль по горному серпантину так же быстро, как и его друг Такуми. В первом сезоне приобретает себе Toyota Corolla Levin AE85, которая была на порядок хуже по характеристикам, чем AE86. Ицуки думал, что приобрел себе модель AE86 и очень гордился, что заплатил меньшую цену, чем обычно платят за подобные модели, пока друзья не сказали ему, что он купил именно AE85. Не раз говорил, что хотел бы выступать в паре с Такуми, чтобы их называли «быстрейшим дуэтом AE86».

## Произведения

### Манга
- Initial D, японский выпуск — 48 томов (1995 — 2013)
- Initial D, выпуск Tokyopop — 33 тома (2002—2009, истекла лицензия)

### Аниме
Avex выпустил серию аниме, состоящую из нескольких частей, называемых Stages (рус. стадии). Одной из особенностей аниме является музыка в японском жанре "супер-евробит", играющая в фоне во время гоночных сцен.
- Initial D First Stage — 26 серий (1998)
- Initial D Second Stage — 13 серий (1999)
- Initial D Extra Stage — 50-минутная OVA побочной сюжетной линии, основанной на Impact Blue (2000)
- Initial D Third Stage — 100-минутный полнометражный фильм (2001)
- Initial D Battle Stage — 50-минутный полнометражный фильм, составленный из сцен двух сериалов и первого фильма (2002)
- Initial D Fourth Stage — 24 серии (2004—2006)
- Initial D Battle Stage 2 — 1-часовой полнометражный фильм, составленный из сцен третьего сериала (2007)
- Initial D Extra Stage 2 — 50-минутная OVA — продолжение Initial D Extra Stage (2008)
- Initial D Fifth Stage — 14 серий (2012—2013)[6]
- Initial D Final Stage — 4 серии (заключительная часть аниме-сериала, которая вышла в 2014 году).
- New Initial D the Movie — Legend 1: Awakening (полнометражное переиздание-переосмысление аниме сериала) (2014 год).
- New Initial D the Movie — Legend 2: Racer (2015 год).
- New Initial D the Movie — Legend 3: Dream (2016 год).
- Initial D Battle Stage 3 - полнометражный фильм - сцены гонок из двух последних сезонов. (05.03.2021)
- MF Призрак / MF Ghost -  12 серий. Продолжение аниме сериала. (02.10.2023)
- MF Призрак / MF Ghost 2 сезон - 12 серий. (07.10.2024)

### Игры
По Initial D выпущено огромное количество видеоигр, как аркад, так и игр другого жанра (U.S.-версии наименований называются сокращенно «Initial D»).
- Initial D Arcade Stage / Initial D (2002 — аркада (NAOMI 2))
- Initial D Arcade Stage Ver.2 / Initial D Ver.2 (2003 — аркада (NAOMI 2))
- Initial D Arcade Stage 3 / Initial D Version 3 (2004 — аркада (NAOMI 2))
- Initial D Arcade Stage 4 / Initial D 4 (2006 — аркада (Lindbergh))
- Initial D Arcade Stage 4 Limited (2007 — аркада (Lindbergh))
- Initial D Arcade Stage 4 Kai (2008 — аркада (Lindbergh))
- Initial D Arcade Stage 5 (2009 — аркада (Lindbergh))
- Initial D Arcade Stage 6 AA (2011 — аркада (RingEdge))
- Initial D Arcade Stage 7 AAX (2012—2014 аркада (RingEdge))
- Initial D Arcade Stage 8 Infinity (2014 — аркада (RingEdge))
- Initial D Arcade Stage Zero (2017 — аркада (Nu 2))
- Initial D The Arcade (2021 - аркада)
- Initial D (1999 — Sega Saturn)
- Initial D (1999 — PlayStation)
- Initial D: Special Stage (2003 — PlayStation2)
- Initial D Mountain Vengeance (2004 — PC)
- Initial D: Street Stage (2006 — PSP)
- Initial D Gaiden (1998 — Game Boy)
- Initial D: Ryosuke Takahashi’s Fastest Typing-theory (2001 — PS2)
- Initial D Another Stage (2002 — GBA)
- Initial D Collectible Card Game (2003 — Коллекционная карточная игра)
- Initial D Extreme Stage (2008 — PS3)
- Initial D RPG (мобильный телефон Sony Ericsson)
- Pachislot Initial D (Январь 2021)

### Фильмы
23 июня 2005 в Азии был выпущен фильм, основанный на Initial D. Спродюсирован он японской Avex Inc. и гонконгской Media Asia Group. Режиссёрами были Эндрю Вэйгоэн Лау и Алан Сиуфай Мак. В роли Такуми Фудзивары снялся тайваньский актёр Джей Чоу. В ролях второго плана отметились гонконгские звезды такие как Эдисон Гуньхэй Чхань в роли Рёсукэ Такахаси и Шон Маньлок Чю в роли Такэси Накадзато. Несмотря на то, что фильм столкнулся с жесткой критикой, он номинировался на множество наград, включая лучшую картину на Hong Kong Film Award и Golden Horse Awards, выиграв некоторые из них. Изменения претерпели многие гонки, включая транспорт и черты характера некоторых персонажей. Ицуки и Икэтани были объединены в одного персонажа. Тем не менее локации идентичны их описанию в манге. Специально для фильма Тойота выпустила три новых Sprinter Trueno в кузове AE86.
29 октября 2010 появилось сообщение, что Джей Чоу будет режиссёром Initial D 2, который выйдет в 2012 году. Эндрю Вэйгоэн Лау, который был режиссёром первого фильма, теперь будет продюсером. Эдисон Чхань по-прежнему будет играть роль Рёсукэ Такахаси.